# W33A
W33A é uma protoestrela localizada a aproximadamente 12 000 anos-luz da Terra, na direção da constelação de Sagitário. É uma estrela nos primeiros estágios de formação, por isso atrai o interesse dos astrônomos, que observaram que enquanto a protoestrela acumula materiais de sua nuvem circundante de gás e poeira, simultaneamente expulsa partículas em rápidos jatos de seus polos norte e sul.